# 치열 (이)

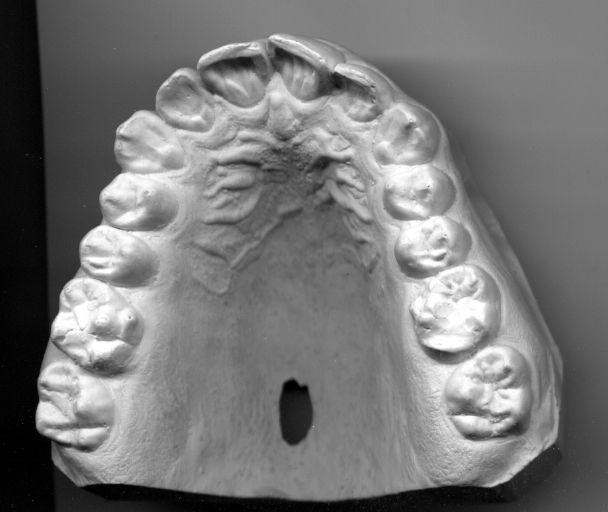

치열(齒列, 영어: dentition)은 치아의 발달과 입안에서의 배열과 관련이 있다. 특히 이것은 특정 연령과 특정 종의 특징적인 배열, 종류 및 치아 수이다. 즉, 동물의 치아의 수, 유형 및 형태생리학(즉, 문제의 치아의 모양 및 형태와 추론된 기능 사이의 관계)이다.
대부분의 비포유류 척추동물과 같이 치아가 모두 동일한 동물은 동형 치열을 갖고 있는 반면, 치아의 형태학적으로 다른 동물은 이형 치열을 갖는다고 한다. 두 개의 연속된 치아(낙엽, 영구치)를 가진 동물의 치열을 쌍극치라고 하며, 평생 동안 한 세트의 이빨만 가진 동물의 치열을 단극치라고 한다. 일생 동안 지속적으로 치아가 폐기되고 교체되는 동물의 치열을 다발성치아(polyphyodont)라 한다. 턱뼈의 소켓에 치아가 박혀 있는 동물의 치열을 테코돈트라고 한다.

## 치식
모든 포유류의 치아는 각기 다른 기능에 특화되어 있기 때문에, 많은 포유류 집단은 적응에 필요하지 않은 치아를 잃었다. 치아 형태 또한 특수한 섭식이나 기타 적응을 위한 자연선택의 결과로 진화적 변화를 겪었다. 시간이 지남에 따라 다양한 포유류 집단은 치아의 수와 종류, 그리고 씹는 면의 모양과 크기 모두에서 독특한 치아 특징을 발전시켜 왔다.
각 유형의 치아 수는 입의 한쪽 면, 즉 사분면에 대한 치식(dental formula)으로 작성되며, 위턱과 아래턱은 별도의 행에 표시된다. 입 안의 치아 수는 두 면이 있으므로 표시된 수의 두 배이다. 각 세트에서 앞니(I)가 먼저, 견치(C)가 두 번째, 소구치(P)가 세 번째, 마지막으로 어금니(M)가 표시되어 I:C:P:M의 순서로 표시된다. 예를 들어, 위턱에 대한 공식 2.1.2.3은 위턱 한쪽에 앞니 2개, 견치 1개, 소구치 2개, 어금니 3개를 나타낸다. 낙엽치아식은 소문자로 표기하고 앞에 d를 붙인다. 예: di:dc:dp.

## 같이 보기
- 유치
- 치의학
- 손발가락뼈